# فؤاد جمجوم
فؤاد جمجوم (توفي 16 أبريل 2011) هو مُنتجٌ سينمائيٌّ ومُوزّع سعودي، عُرف بأنه أولٌ منتجٍ سينمائيٍ سعودي وهو أول من أسس دار سينما في السعودية في ستينات القرن الواحد والعشرين.

## النشاط

### صالات السينما والمسارح
في 1962، أسس فؤاد بالشراكة مع أخيه عبد العزيز «دار سينما الجمجوم» بحارة الجماجمة في حي البغداديّة في جدة، وكانا يستوردان الأفلام «المحترمة» ويُقدمانها للإذاعة والتلفزيون لمراقبتها وفسح عرضها. وكان عبد العزيز يتولّى أعمال التفاوض والمحاسبة الخاصة بنشاط السينما سواءً مع منتجي وموزعي الأفلام. كان الأخوان يحصّلان إيرادات العرض يوميًّا. تُعتبر «سينما الجمجوم» أول دار سينما في السعودية، ومن بعدها افتتحت أحواش أخرى للسينما منها «سينما أبو صفية»، وفروع أخرى في أحياء جدة حيث يستأجران المواقع ويُشرفان على العرض وتحصين الإيرادات، وكانت أسعار التذاكر في سينما الجمجوم بمبلغ 10 ريالات، بينما في حوش باب الشريف أو البخارية بسعر 3 ريالات حسب تفاوت مستوى المعيشة وطبقة الناس في كل حارة، وكانت العروض تبدأ الساعة السابعة مساءً ثم لاحقًا في التاسعة مساءً.
حاول فؤاد أيضًا إدخال المسرح السعودي إلى المساحة العربية عندما قرر في عام 1980م تقديم عرض مسرحي يشارك فيخ فريد شوقي وحسين فهمي وحسن مصطفى وغيرهم، وحُضر المسرح والديكور وأديت التجارب بالفعل استعدادًا لأول عرض مسرحي عربي ـ سعودي جماهيري مشترك إلى جانب بعض الفنانين السعوديين؛ مثل فؤاد بخش ولطفي زيني وغيرهما، إلا أنه لم يتمكن من العرض لعدم حصوله على الموافقة لعرض هذا العمل المسرحي بشكل جماهيري داخل المملكة بعد أن حصل على شبه موافقة للعرض سابقًا.

### الإنتاج السينمائي
أنتج جمجوم ووزّع أكثر من 30 فيلمًا سينمائيًا تحت مظلة استديوهات «أفلام فؤاد جمجوم»، وجمع فيها نجوم السينما المصرية في تلك الفترة، مثل عادل إمام ومحمود يس وحسين فهمي وفريد شوقي، وكان يستضيف النجوم من فترة لأخرى في جدة. من الأفلام التي وزّعتها الاستديوهات فيلم حرامي الحب (1977)، ورمضان فوق البركان (1985)، وتحت التهديد (1986)، وموت سميرة (1985)، والصبر في الملاحات (1986) غيرها.

## الأسرة
له ثلاثة أبناء هم: وحيد، ووائل، ووسام، وابنه واحدة.

## الوفاة
توفي في جدة بتاريخ 16 أبريل (نيسان) 2011 ميلاديًا الموافق 13 جمادى الأولى 1432 هجريًا.

## وصلات خارجية
- فؤاد جمجوم على موقع قاعدة بيانات الأفلام العربية